# سلمان خان (لاعب كريكت)
سلمان خان (26 ديسمبر 1998 في الهند - ) هو لاعب كريكت هندي.

## وصلات خارجية
- سلمان خان على موقع إي آس بي آن كريك إنفو (الإنجليزية)